# ダイ (ダイの大冒険)
ダイは、三条陸（原作）と稲田浩司（作画）による漫画およびそれを原作とするアニメ『DRAGON QUEST -ダイの大冒険-』に登場する架空の人物。
担当声優は藤田淑子（1991年版）、種﨑敦美（2020年版）。

## 概要
本作の主人公。アバンの使徒の一人。赤子の時に流れ着いた孤島デルムリン島で鬼面道士のブラスなどのモンスターたちに育てられた少年。物語開始時は12歳。元々勇者に憧れており、かつての勇者アバンとの出会いをきっかけに魔王軍との戦いに乗り出す。その正体は、竜の騎士である竜騎将バランと、人間であるアルキード王国の王女ソアラの間に生まれた混血児である。人間たちによる迫害を受け母親を失うという過去を持つが、心の弱さ・醜さも含めて人間という存在を深く愛しており、大魔王バーンから「父バランのように人間達から迫害されるだろう」と予言された際には、バーンを倒して地上を去るとの決意を明らかにする。
元気一杯で正義感も強く、デルムリン島でモンスターと共に生活していた事もあり、生まれや立場等によって差別をせず、師の敵であるハドラーに対してもフェアに接した。魂の力は「純真」（アバンの印である「輝聖石」が魂に応じて輝く色は青）。その反面、難しい字が読めないなど勉学面は最後まで不得手であった。初めて出来た人間の友達であるレオナを大切に想い、口喧嘩はするものの好意を持っている。一人称は「おれ」だが、幼少時や後述の記憶喪失時の一人称は「僕」であり、アニメ版でも稀に「僕」と言うこともあった。

## 人物
出生上、生まれつきの能力として「竜（ドラゴン）の紋章」を持つ。本来の竜の騎士は、マザードラゴンによって代々の竜の騎士から受け継がれる「闘いの遺伝子」を持ち生まれるのだが、人間である母親の血を濃く受け継いでいたダイには存在しなかった。だが、アバンによる指導に加えて仲間たちと力を合わせることによって急速に成長してゆき、ハドラーやクロコダインに加え、同じ竜の騎士であるバランにさえその成長の速さを恐れられた。また、竜の騎士の特性なのかは不明だが、完全に疲れ切った状態から走っていたら、かえって体力が回復していたという奇妙な体質を見せたこともあった。戦いにおいて独自の工夫をする一面もあり、一見して不発で終わっているメラの火の玉をバレーボールのように弾いて打ち出したり、バダックの使い古しの鎖かたびらを再利用して着込み備えたりした。一見無謀で大胆だが実は合理的な選択をする彼の戦闘姿勢を、バーンも気に入っていた。ただし、合理性ゆえに自身の限界を悟るのも早く、自分の力で太刀打ちできない相手や状況に遭遇すると心が折れて戦う力を失ってしまうこともある。また、人間社会の常識や、複雑な人間関係への対応は年齢相応のものであり、武術大会の優勝者から覇者の剣を奪おうと発言してポップからつっこまれたり、レオナからドライな性格と怒られたこともあった。魔法に関しては幼い頃からブラスに「魔法使い」になるために魔法の契約や訓練は施されたものの、やる気のなさと苦手意識から一度も魔法は使えず、アバンの修行でも魔法は覚えられなかったが、アバンの死後（実際は生存していた）、ネイル村の長老に頼んで、自主的に習ったことで、メラの使用が可能となり、以降も戦いの中でバギやライデインを会得していった。なお、初期の頃は紋章を覚醒させた時は記憶がはっきりしていなくて自分が呪文を使っていたことを覚えていなかった。
「ダイ」の名前の由来は「dinosaur（恐竜）」から。原作者曰く「竜に関する名前を主役に使いたいと思った」とのこと。本名である「ディーノ」は、アルキードの言葉で「強き竜」を意味する。本作では「闘気」がおなじみでミストバーンは二つの闘気は併用できないと発言しているが、実はダイだけが二つの闘気（光の闘気、竜闘気）を併用できる（ヒュンケルも光の闘気と暗黒闘気の両方を使っているが、片方を強くするともう片方が弱くなってしまう為、併用は出来ない）。

## 劇中での軌跡
アバンの来訪までブラスによる魔法使いへの修行を行っていたが、当時は才能が開花していなかったため、メラすら使うことができなかった。ヒャドを使っても小さな角氷一個を生み出す事しか出来ない。デルムリン島に家臣と共に訪問してきた王女レオナと、初めて友達となる。しかし彼女は、大臣テムジンと賢者バロンに命を狙われていた。レオナが家臣達の陰謀で毒に倒れた際、怒りで紋章が覚醒。レオナを治癒し、更には裏切りの首謀者の一人バロンが乗り込んだ「キラーマシン（勇者を殺すために魔王が生み出した機械兵器）」に対し、通常時で剣を駆使してキラーマシンを破損させるなど才能の片鱗を見せ、紋章の力が覚醒し、ライデインやバギクロス等上位に当たる呪文を突如使った。最終的にはベギラマによってマシン内部にいたバロンが黒焦げになったことで戦闘不能となり、テムジンや裏切った家臣たちも全員が捕縛された。
その後、来訪したアバンの修行を受け、驚異的な成長速度によりアバン流刀殺法を数日のうちに習得していく。剣技にかけてはアバンも片手だけでは対処できず両手を使わせたほどであった。一日で岩を割る事が出来た事もあり、ダイについて「凄い逸材を見付けてしまった様だ」と評価し、今の彼ならばと、修業としてドラゴラムによってドラゴンへと変身したアバンと戦い、海波斬で鼻に傷を追わせて辛くも勝利。アバンがドラゴラムによってドラゴンへと変身し、ダイと戦った事についてゴメから知らされて駆け付けたポップは「(修行とは言え)先生は無茶な事をする」と言っていた。その最中にデルムリン島をハドラーに襲撃されアバンを倒されてしまうが、竜の紋章の力を再び爆発させ、アバンとの戦いで傷付いていたとはいえハドラーを完全に打ち負かし、追い返した。
アバン流の修行は中断され仮免状態となったが、ヒュンケルとの二度目の戦いで無意識状態で魔法剣を編み出し、魔王軍の軍団長の一人フレイザードとの戦いでアバン流刀殺法の極意をマスターし、「アバンストラッシュ」を完成させる。これには兄弟子であるヒュンケルもアドバイスを行い、一役買っている。
さらに、普通は成人するまで使いこなせない竜の紋章の力を、魔王軍との戦いの中でしばしば発現させることにより徐々に自分の意志で使うことができるようになる。だが、ベンガーナでの戦いにおいて、あまりにも人間離れした戦い方をしたことから、人々から畏怖の目で見られてしまい、激しく動揺してしまう。その後、竜の神殿にて己の出自を知り、純粋な人間ではないことを知りショックを受ける。直後に襲来した実父バランとの戦いにおいて、竜の騎士が額に共通して持つ紋章の共鳴を利用して精神支配を受ける。バランはそれによりダイの記憶を消去して、ダイを「息子」として迎え入れ自分のもとへ来させようとする。1991年版のアニメ版では、バランとの初戦で放送が打ち切りになったため（テレビ放送局の大幅な番組枠改編が主因）その都合上、記憶喪失に耐え抜き仲間達の想いを乗せたアバンストラッシュでバランを退けている。
記憶消去による疲労のため一度は撤退したバランだが、ダイをこの手にせんと再度襲来。ポップが放った自己犠牲呪文メガンテにより、大きな犠牲を経てダイは記憶を取り戻す。再びバランに記憶を消去させられんとするが、その精神支配から逃れるために、数千年にわたる竜の騎士の歴史の中で額にのみ存在し続けた竜の紋章を右手に移すという奇跡を成し遂げる。これはダイの体に流れる人間の血が実現させたものであり、竜の騎士に流れる竜と魔の力を人の心によって完全に御したことにより、自分の意志で竜の紋章の力を100%自由に操ることができるようになる。しかし、実力の差は大きく竜魔人と化したバラン相手に、劣勢に追い詰められていく。ヒュンケルの策とクロコダインの助力により、ダイは鎧の魔剣を借り受け、更には死したはずのポップが放った呪文にバランが気を取られ隙が出来たこともあり、ライデインストラッシュを用いて勝利し、バランを退かせた（この時のバランはギガブレイクで迎え撃ったはずだったが、実際はクロコダイン相手に二度もギガブレイクを放ったことや「ドルオーラ」を二度も使ったこともあり、魔法力が足りず、ライデインだったことも敗因となった）。
この後、仲間になった空手ねずみ・チウのたくましさを見て、ダイは「自分が人間ではないことで悩んでいたのが小さい問題に思える」と生まれた生命の違いで己を制限することはなくなった。
バラン戦を経て竜闘気の操り方を覚えたダイは、その強力な力のため、自らの力に耐えきれる武器がないことと、力を無尽蔵に消費してしまいすぐエネルギーが尽きてしまう問題が顕在化してくる。自分が用いることのできる最強の剣を探すさなかで、魔界の名工ロン・ベルクに出会い、彼の入魂の一刀「ダイの剣」が竜闘気をフルに使える唯一無二の武器となり、初実戦で鬼岩城を両断する。当初は相手の力量を見切れない未熟さゆえにダイの剣に振り回されたが、その使い方を闘いの中で修得してゆく。また、この頃から「アバンストラッシュ」ですら決め技としては力不足に陥りつつあったため、バーンの居城であるバーンパレス再突入前およびハドラーとの最後の戦いにおいて「アバンストラッシュX」と「ギガストラッシュ」を編み出した。
死の大地において父であるバランが亡くなった後、彼の持っていた正統なる竜の紋章を左手に受け継ぐが、バーンとの最初の対峙では、まだバランの紋章は発動しなかった。そのため、バーンの圧倒的な戦闘力の前に太刀打ちできずに敗れてしまう。瀕死の重傷を負い、マザードラゴンによって命を救われるものの、圧倒的な実力差と父の死のショックに打ちのめされ、一度は戦意喪失しかける。しかし、亡くなった父の幻影や仲間達からの励ましにより立ち直り、最終決戦時の対バーン戦直前に「双竜紋」としてバランから受け継いだ紋章を発動・覚醒させる。これにより、人間と竜の騎士の混血児としての素質・アバンとの修行をベースに得た力に加え、バランの戦闘経験（マザードラゴンから代々の竜の騎士が受け継いできた経験を含む）を受け継いだ超戦士となる。
それでも真・大魔王バーンには決定的に力が及ばなかったが、それはダイ自身の力が宿った右手の紋章に比べると、バランの力が宿った左手の紋章の力は半分も出せていないからであった。本来この世に一人しかいないはずの竜の騎士の紋章の共鳴は、先にダイが記憶を消去させられたように非常に危険であり、ダイ自身も双竜紋が宿ってから破壊衝動に時おり駆られるのを自覚していた。そのため、ダイは自分が自分でいられるように無意識に左手の力をセーブしていたのだが、傷付いた仲間たちのため地上のために、それを解放した。
バランの精神支配から逃れる必要もなくなったダイの両拳の紋章は、再び額に戻ってひとつになり、ダイは竜魔人へと変身した。これによりダイは、バーン曰く「バランにあってダイに唯一欠けていた殺気を兼ね備え、完全無欠の最強戦士」となった。死闘の末にバーンもまた「鬼眼王バーン」となり、最後は宇宙空間での一騎討ちを演じ、一度は劣勢に追い詰められるが、最後は自らの力と思いを爆発させて劣勢を覆し、勝利する。
バーンとの戦いの後、キルバーンが作動させた爆弾「黒の核晶（コア）」を持って爆発と共に空中に消えた。ただし、彼の分身でもあるダイの剣がまだ光を失っていないことから、どこかで生きていることは確実だが、実際の消息は分からないままである（ダイの剣を作ったロン・ベルクいわく「天界や魔界の可能性もある」とのこと）。
後のコンビニでの安価版コミックスでのインタビューによるとバーンを倒した後も作品が続いていた場合、5年後の世界で竜騎将として新生竜騎衆（ラーハルト、クロコダイン、新キャラクター）を率いて魔界で戦いを繰り広げる予定であったという。

## 技・呪文

### 技
- 大地斬
  - 火炎大地斬
- 海波斬
- 空裂斬
- 未完成アバンストラッシュ（後にフレイザード戦で完成させた）
- アバンストラッシュA（アロー）
- アバンストラッシュB（ブレイク）
- ライデインストラッシュ
- 紋章閃
- アバンストラッシュX（クロス）
- ギガブレイク（ライデインを用いて、無意識に使用）
- ギガストラッシュ

### 呪文
※がついているものは紋章発動時のみ使える呪文。
- 真空呪文（バギ・バギマ・※バギクロス）
- 火炎呪文（メラ・メラミ）
- 氷系呪文（ヒャド・※ヒャダイン）
- 閃熱呪文（ギラ・ベギラマ）
- 爆裂呪文（イオラ）
- 電撃呪文（ライデイン）
- 瞬間移動呪文（※ルーラ）
- 飛翔呪文（トベルーラ）
- 竜闘気砲呪文（※ドルオーラ）

## 他作品での出演
『星のドラゴンクエスト』ではダイの大冒険コラボイベントで登場。作中での活躍は原作とほぼ同じだが、最後は敗北した真・大魔王バーンの爆発から地上を守るため、バーンを抱えて空中に消える。『ドラゴンクエストモンスターズ スーパーライト』では2020年のコラボイベントで登場。地図ふくびきから排出されるドラゴン系のモンスターとして扱われている。
『JUMP FORCE』ではプレイアブルキャラとして参戦。コンシューマーゲームにはこれが初登場となる。形態は、アニメ途中までではなくアニメでは制作されなかった終盤までの姿であり、終盤に登場した技を駆使して竜魔人に変身することもできる。なお、声優の藤田はゲーム発売時点で亡くなっている為、これが藤田が演じる最後のダイとなった。